# Mitarbeitervertretung
Mitarbeitervertretung (MAV) ist ein Organ zur Vertretung der Mitarbeiterinteressen in kirchlichen Einrichtungen. Bei Arbeitnehmern spricht man hingegen von Arbeitnehmervertretung, im öffentlichen Dienst von Personalvertretung.
In der Bundesrepublik Deutschland unterliegen die Religionsgemeinschaften und ihre karitativen und erzieherischen Einrichtungen weder dem Betriebsverfassungsgesetz (§ 118 BetrVG) noch den Personalvertretungsgesetzen von Bund (§ 1  Abs. 2 BPersVG) oder Ländern (z. B. § 107a LPersVG-BW). Die Rechtsform (Stiftung, Verein, GmbH, AG, Körperschaftsstatus) spielt dabei keine Rolle.
Grund für diese Regelung ist das Selbstbestimmungsrecht nach Art. 137 Absatz 3 der Weimarer Reichsverfassung (siehe Art. 140 Grundgesetz), das jeder Religions- oder Weltanschauungsgemeinschaft die eigenverantwortliche Regelung ihrer Angelegenheiten garantiert einschließlich eines eigenen Arbeitsrechts der Kirchen. Durch Erlass  kirchenrechtlicher Regelungen über die Beteiligung der Arbeitnehmer haben die evangelische und katholische Kirche eine Lösung gefunden, die das Selbstbestimmungsrecht und die Interessen der Arbeitnehmer gleichermaßen berücksichtigt (vgl. Praktische Konkordanz).
Die Befugnisse der Mitarbeitervertretungen sind in den Mitarbeitervertretungsgesetzen, im katholischen Bereich auch Mitarbeitervertretungsordnung (MAVO) genannt, der einzelnen Gemeinschaften geregelt.
Im kirchlichen Arbeitsrecht kann innerhalb der Mitarbeitervertretung ein Wirtschaftsausschuss bzw. ein Ausschuss für Wirtschaftsfragen nach § 23a MVG-EKD (Mitarbeitervertretungsgesetz) gebildet werden. Im Gegensatz zum Betriebsverfassungsgesetz müssen allerdings die Mitglieder des Wirtschaftsausschusses auch Mitglieder der Mitarbeitervertretung sein.

## Mitarbeitervertretungswahl
Im MVG-EKD ist auch die Wahl der Mitarbeitervertretung (§§ 9–14 MVG-EKD) geregelt. Neben den Angaben zur Wahlberechtigung und Wählbarkeit findet sich hier Grundsätzliches zum Wahlverfahren. § 11 Abs. 2 MVG-EKD verweist für die Einzelheiten auf die Wahlordnung zum Kirchengesetz über Mitarbeitervertretungen in der Evangelischen Kirche in Deutschland – kurz WahlO-EKD. Bei der Wahl muss also neben dem MVG-EKD auch die WahlO-EKD   berücksichtigt werden.
Gewählt wird in Einrichtungen der ev. Kirche oder Diakonie während eines einheitlichen Wahlzeitraums. Dieser liegt zwischen dem 1. Januar und dem 30. April und findet alle vier Jahre statt.
Spätestens drei Monate vor Ablauf der regelmäßigen Amtszeit einer Mitarbeitervertretung muss ein Wahlvorstand gebildet werden. Nur der Wahlvorstand darf die vorgeschriebenen Handlungen zur Wahl vornehmen. Als Fixpunkt legt der Wahlvorstand nach seiner Benennung den konkreten Wahltermin fest, der dann die zeitlichen Fristen für die einzelnen Handlungen darstellt.  So nimmt der Wahlvorstand die notwendigen Vorbereitungen zur Wahl vor (Erstellung der Listen der Wahlberechtigten und der Wählbaren, Erstellung eines Wahlausschreibens, Sammlung der Wahlvorschläge. Aufstellung eines Gesamtvorschlages, Erstellung der Stimmzettel), beaufsichtigt die Durchführung der Wahl und stellt anschließend das Ergebnis fest. Es ist auch der Wahlvorstand, der die erste (sog. konstituierende) Sitzung der neuen Mitarbeitervertretung einberuft und die Wahl des neuen Vorsitzenden durchführen lässt.
Zu beachten ist, dass Mitarbeiter, die sich in den Wahlvorstand berufen lassen, nicht selber für die neue Mitarbeitervertretung kandidieren können. Ebenso können Mitglieder der abzulösenden Mitarbeitervertretung nicht Mitglieder des Wahlvorstandes werden. Diese Regelung soll eine Unbefangenheit und Neutralität in der Durchführung der Wahl sicherstellen. Auch ist zu beachten, dass die Fristen für die einzelnen Handlungen während des Wahlprozesses in den einzelnen Landeskirchen unterschiedlich sein können.